# واوکوما (آیووا)
واوکوما (به انگلیسی: Waucoma) شهری در ایالت آیووا کشور ایالات متحده آمریکا است که جمعیت آن در سرشماری سال ۲۰۱۰ میلادی، ۲۵۷ نفر بوده‌است.